# Crypto.com Arena
Crypto.com Arena là một nhà thi đấu đa năng ở Trung tâm thành phố Los Angeles. Nhà thi đấu nằm gần với khu phức hợp giải trí L.A. Live và nằm cạnh Trung tâm Hội nghị Los Angeles dọc theo Đường Figueroa. Nhà thi đấu được khánh thành vào ngày 17 tháng 10 năm 1999. Nhà thi đấu này được gọi là Trung tâm Staples cho đến tháng 12 năm 2021, khi công ty Crypto.com có trụ sở tại Singapore mua lại quyền đặt tên.
Crypto.com Arena thuộc sở hữu của Arturo L.A. Arena Company và Anschutz Entertainment Group và được điều hành bởi hai công ty này. Đây là sân nhà của Los Angeles Kings thuộc National Hockey League (NHL), Los Angeles Lakers và Los Angeles Clippers thuộc Giải bóng rổ Nhà nghề Mỹ (NBA), và Los Angeles Sparks thuộc Giải bóng rổ nữ Nhà nghề Mỹ (WNBA). Đây cũng từng là sân nhà của Los Angeles Avengers thuộc Arena Football League (AFL) và South Bay Lakers thuộc NBA G League; Avengers bị giải thể vào năm 2009, và D-Fenders chuyển đến cơ sở tập luyện của Lakers tại Trung tâm Thể thao Toyota ở El Segundo, California từ mùa giải 2011–12. Mỗi năm, Crypto.com Arena tổ chức hơn 250 sự kiện và thu hút gần 4 triệu khán giả. Đây là nhà thi đấu duy nhất tại NBA là sân nhà của hai đội, cũng như là một trong ba địa điểm thể thao chuyên nghiệp ở Bắc Mỹ là sân nhà của hai đội từ cùng một giải đấu. Các địa điểm khác là Sân vận động MetLife (sân nhà của New York Giants và New York Jets thuộc National Football League) và Sân vận động SoFi (sân nhà của Los Angeles Rams và Los Angeles Chargers thuộc National Football League). Crypto.com Arena cũng là nơi tổ chức lễ trao giải Grammy. Nhà thi đấu sẽ tổ chức các nội dung thi đấu môn bóng rổ tại Thế vận hội Mùa hè 2028. Vào năm 2024, Clippers dự kiến sẽ rời Crypto.com Arena để chuyển đến sân nhà mới của đội, Intuit Dome.
Vào ngày 24 tháng 8 năm 2020, ngày mà được thành phố Los Angeles chỉ định là Ngày Kobe Bryant để vinh danh cố hậu vệ Kobe Bryant của Lakers, người đã qua đời trong một vụ rơi máy bay trực thăng vào tháng 1 năm đó, thành phố Los Angeles thông báo rằng Đường Figueroa nằm giữa Đại lộ Olympic và Đại lộ Martin Luther King Jr., bao gồm cả Crypto.com Arena, sẽ được đổi tên thành Đại lộ Kobe Bryant.